# Badfinger
Badfinger (inicialmente llamados The Iveys) fue una banda de rock británica originaria de Gales, considerada como una de las más importantes del llamado power pop, con un estilo muy personal que fue evolucionando a pesar de las dificultades afrontadas como banda. 
Badfinger fue fiel a su estilo y sonido, en clara contraposición al rock sinfónico que imponían otras bandas de la época. A pesar del éxito de sus temas, su legado no ha sido apreciado sino a partir de este siglo, lo cual la ha convertido en una banda de culto.
La banda fue exitosa comercialmente a principios de los años 1970 y tuvieron un contrato con el sello de los Beatles, Apple Records. Sin embargo, una serie de problemas con sus sellos discográficos (Apple y Warner) hizo que sus integrantes no recibieran dinero pese al éxito de sus singles, por lo que tuvieron problemas económicos que llevaron a sus dos principales compositores al suicidio, en 1975 y 1983.

## Historia

### Formación
El grupo en sus inicios se llamó The Iveys, y fue formado en Swansea, Gales, por el guitarrista Pete Ham, el bajista Ron Griffiths, y el guitarrista Dai Jenkins. The Iveys surgió de un grupo que formó Ham a principios de los años 60, que tuvo distintos nombres, como The Panthers, The Black Velvets y The Wild Ones. El nombre final del grupo surgió de una calle de Swansea. En 1965 Mike Gibbins pasó a ser el baterista del grupo, que comenzó a ganar notoriedad, por lo que algunos sellos discográficos comenzaron a interesarse en ellos. En 1967 Jenkins dejó el grupo y fue reemplazado por Tom Evans. 
El grupo firmó un contrato con Apple Records, el sello que había sido fundado por The Beatles. El primer sencillo de la banda fue «Maybe Tomorrow», y no fue exitoso en las listas británicas ni estadounidenses. El grupo grabó luego un álbum titulado Maybe Tomorrow, que pasó desapercibido en el mercado, y ni siquiera se editó en Estados Unidos. Sin embargo, el grupo había llamado la atención de Paul McCartney, quien le presentó una de sus propias composiciones al grupo, titulada «Come and Get It», que fue editada como sencillo. Éxito absoluto: un millón de copias vendidas, número 4 en las listas británicas y 7 en el Billboard. «Come and Get It» iba a ser parte de la banda sonora de la película The Magic Christian. Griffiths dejó la banda, por lo que Tom Evans pasó a ser el bajista del grupo y la banda buscó reemplazar, sin éxito, a Griffiths con Hamish Stuart[cita requerida] (de The Marmalade). El grupo pasó a llamarse Badfinger (inspirado en el título preliminar de la canción «With a Little Help from My Friends» de The Beatles, «Bad finger boogie») y contó con Joey Molland como reemplazante de Griffiths. Con Molland ingresa un guitarrista y cantante bien rudo en la banda, lo que servirá para que Badfinger encuentre nuevos sonidos.

### Éxitos y fracasos
El siguiente álbum del grupo (y el primero bajo el nombre de Badfinger) se tituló Magic Christian Music: contenía canciones de la película Magic Christian y remezclas de las canciones del LP de los Iveys. La revista Rolling Stone lo definió como «una buena forma de limpiar el aire después del paso de Led Zeppelin». Continuó la buena racha: entrada en listas y un nuevo miembro en la alineación: Joey Molland, que no participó en la grabación pero cerró las idas y venidas de personal en Badfinger.
El siguiente álbum de estudio del grupo fue No Dice, el cual fue editado en 1970 e incluye el exitoso sencillo «No Matter What», al igual que «Without You», canción que posteriormente Harry Nilsson convertiría en un hit en todo el mundo. No Dice fue bien recibido por la crítica y es considerado uno de los mejores álbumes de la banda.  
Durante 1970 el grupo contrató al mánager Stan Polley, quien tenía más experiencia que Bill Collins (quien había estado con el grupo desde mediados de los años 60 y que seguiría trabajando con la banda). Polley se encargó de reorganizar las finanzas del grupo e iba a tener un rol relevante en la historia de la banda. Más allá de Polley, Badfinger creció como grupo y las individualidades de la banda comenzaron a tomar forma: Pete el genio, Tommy su complemento, Joey el rebelde y Mike el baterista de aire muy psicodélico. Los miembros de Badfinger colaboraron en dos temas de All Thing Must Pass de George Harrison, en el sencillo «It Don’t Come Easy» de Ringo Starr y en Imagine de John Lennon. Estuvieron en el Concert For Bangladesh auspiciado por Harrison en agosto de 1971 y Pete Ham hizo un dueto con éste en «Here Comes The Sun».
El siguiente trabajo del grupo, Straight Up, se editó en 1971 y contó con dos productores, George Harrison y Todd Rundgren. Se elaboró en un castillo al sur de Gales, Clearwell, y entre otras anécdotas se destaca que Yoko Ono no salió de la habitación, que Stan Polley les llevó unos cheques con los que Pete Ham se compró un potente Jaguar con el que casi se mata. Allí recibieron la visita de Harry Nilsson, que les tocó su versión de «Without You», y quedaron entusiasmados y algo sorprendidos. Nilsson realizó una versión de la canción que se hizo mundialmente famosa gracias al estilo dulce de la misma. La versión de Nilsson fue luego tocada por Mariah Carey y por la banda australiana Air Supply.  
Straight Up llegó al puesto 31 en Estados Unidos, y con él, Badfinger sumaría otros dos éxitos: «Day After day», millonario superventas (número 4 en Billboard), y «Baby Blue» (número 14). Sin embargo, a pesar del éxito comercial, Apple no promocionó el álbum lo suficiente, la banda no estaba completamente satisfecha con el álbum y sus integrantes no estaban recibiendo gran parte del dinero que estaban produciendo, en parte debido a los problemas del sello, pero también debido a la intervención de Polley.  
Una serie de problemas hicieron que el grupo no pudiera editar un nuevo álbum durante 1972, aunque siguió con sus presentaciones en vivo. Durante ese año, Gibbins abandonó el grupo temporalmente. Debido a la crítica situación financiera de Apple, Polley negoció un contrato millonario con Warner antes de que el contrato con Apple llegara a su fin. La banda editó Ass a finales de 1973, antes de que Apple entrara en bancarrota, algo que les impediría a los integrantes del grupo recibir beneficios por varios años. 
En 1974, el grupo editó un álbum titulado simplemente Badfinger, su primer álbum de estudio con Warner; fue grabado en Trident con la producción de Chris Thomas. En ese estudio los Beatles grabaron por ejemplo «Savoy Truffle», y Chris Thomas había sido ingeniero de grabación de los Beatles desde 1968. Efectivamente, el disco suena beatle, o al mejor estilo de la banda Parliament, y es otra muestra de lo compacta que Badfinger era en el estudio: una banda con talento para llegar muy lejos. Pero el disco no tuvo un éxito de ventas y la banda comenzó a sentir lo mismo que otras bandas de rock de los 70s, que vieron pasar su momento. La diferencia era que Badfinger contaba con un músico de la altura de Pete Ham, secundado excelentemente por unos compañeros capaces y talentosos.
Tras una serie de giras por los Estados Unidos, donde la banda tocó en pequeños bares y estadios universitarios, Badfinger volvió a los estudios para grabar otro disco con Thomas como productor. Era el segundo disco que hacían en Warner Bros. De esa tensión salió Wish You Were Here, un disco notable muy bien acogido por la crítica en octubre de 1974.

### Suicidio de Pete Ham
Tras Wish You Were Here, el grupo se dedicó a la grabación de Head First, que quedó inédito entonces. Con él se destapó una de las más grandes estafas del rock & roll. 
Warner Music descubrió que Polley se había quedado con el dinero de los adelantos, estaba ilocalizable y las ganancias de Badfinger se habían esfumado. Lo que vino después es sabido: Pete Ham, que no podía pagar ni un abogado, estaba arruinado, con mujer, hijo, una hipoteca que pagar y otro hijo en camino. No pudo más, y el 24 de abril de 1975 se ahorcó en el garaje de su casa dejando una nota de suicidio con una postdata culpando a su mánager: «Stan Polley es un bastardo sin alma. Me lo llevaré conmigo». Ham tenía 27 años de edad y, por las circunstancias en que falleció, se le considera como el caso más triste del conocido Club de los 27.
Posteriormente se supo que el mánager, Polley, tenía dinero en un banco norteamericano con un seguro de vida puesto a nombre de Ham pero con él como beneficiario. La oscura verdad comenzó a salir tras el suicidio de Peter Ham. Tom Evans descubrió que Joey Molland se había ido del grupo pagado por Warner y que los derechos de autor de «Without You», con el que Nilsson se había hecho millonario, se los había estado llevando Stan Polley. Además, los derechos de autor posteriores a la ruptura no se habían cobrado, al no haber sido solicitados en tiempo y forma. 
Pete Ham es sin duda uno de los grandes músicos de la historia del rock and roll. George Harrison lo admiraba profundamente y colaboró con Badfinger en la grabación de varias canciones; una de esas canciones fue «Name of the Game», gran canción del líder de Badfinger que ya había sido grabada con la producción de George Martin, pero el arreglo que el ex beatle y Pete hicieron fue la versión de la canción que vio la luz y la que más admiran los seguidores de la banda, gracias a la fuerza interpretativa de Ham y al excelente acompañamiento musical, el cual no fue recargado como en la que dirigió Martin.

### Un segundo intento y suicidio de Tom Evans
Badfinger ya no existía como banda, pero en 1978 Joey Molland y Tom Evans la revivieron. El álbum Airwaves salió un año después y su sencillo «Love is Gonna Come At Last» llegó al puesto 69 de Billboard. Y en 1981 llegó Say No More, un estrepitoso fracaso que terminó con Molland fuera y Evans económica y emocionalmente arruinado. Después de una amargada discusión entre ellos, ambos salieron de nuevo de gira con dos nuevas reencarnaciones de Badfinger, problema que fue resuelto en los tribunales con la justicia fallando a favor de Molland en 1982. Tom Evans, por su parte, nunca se recuperaría de la muerte de su amigo Pete Ham; según gente cercana a él, lo evocaba hasta un punto de querer reunirse con él en alguna otra parte. La situación terminaría por empeorar cuando Evans, al disolver su versión de Badfinger, dejó colgado a un promotor con el que había firmado un contrato para una gira, el cual, multó a Evans por incumplimiento mediante una demanda impagable. Finalmente, Evans, no quiso soportar más la presión y decidió de una vez por todas bajar los brazos siguiendo los pasos de su amigo; el 19 de noviembre de 1983, se ahorcó en el jardín de su casa, acabando así todos sus problemas personales y legales. Con este triste desenlace Badfinger cerró su último capítulo como banda.
Sus dos miembros restantes, Joey Molland y Mike Gibbins, nunca se pusieron de acuerdo para seguir con Badfinger. Sin embargo, Molland pudo seguir una carrera musical promocionándose como exmiembro de Badfinger y sigue activo hasta el día de hoy haciendo pequeñas presentaciones esporádicas en el Reino Unido y Estados Unidos, principalmente. Mike Gibbins falleció en 2005, víctima de una aneurisma cerebral. 
Sólo el paso del tiempo ha servido para que se valore el trabajo musical de Badfinger. Hoy día es claro que Ham, Molland, Evans y Gibbins fueron unos excelentes músicos y que su esfuerzo por trascender del power pop hacia un rock más elaborado dio frutos excelentes, artísticamente hablando, mas no comercialmente; es el caso de temas como «Timeless» y «Name of The Game».

### El renacimiento de Badfinger con «Baby Blue»
«Baby Blue», la memorable canción de Badfinger de 1972, sonó en 2013 en la última escena de la serie televisiva Breaking Bad. Fue idea de Vince Gilligan, creador de la serie. Thomas Golubić, el supervisor musical, elegía una y otra vez canciones con la palabra «azul» (el color de la metanfetamina prémium de Heisenberg), y Gilligan rechazó cada una de ellas muy educadamente y propuso «Baby Blue»: «Cuando dijo 'Creo que ésta es la canción adecuada para cerrar el último episodio', no la escuché mucho —cuenta Golubić—, pensaba que era una pequeña canción de amor».
«Baby Blue» fue inspirada por Dixie Armstrong, la exnovia del fallecido cantante, Pete Ham, y fue el último éxito en la carrera de la banda británica. Aunque apareció en la banda sonora del filme de Martin Scorsese The Departed, en 2006, la canción es desconocida si la comparamos con otros clásicos de la banda galesa como «No Matter What» o «Come And Get It». Pero eso parece que va a cambiar: las escuchas en Spotify se incrementaron un 9000 %, durante las 11 horas siguientes a la emisión del capítulo. Y, esa misma noche, iTunes vendió 5000 copias del tema, según Billboard, cuando nunca antes habían despachado más de 1000 por semana.
En diciembre de 2013, la BBC estrenó el documental They Sold A Million: Badfinger, en el que de manera detallada se relata la historia de la banda, con declaraciones de personas que estuvieron íntimamente relacionadas con sus miembros. El final del documental es impactante y emotivo y se cierra con parte de la versión demo que Ham hizo de «No Matter What», enlazándola con la versión definitiva.

## Discografía

### Álbumes de estudio
- Magic Christian Music (1969)
- No Dice (1970)
- Straight Up (1971)
- Ass (1973)
- Badfinger (1974)
- Wish You Were Here (1974)
- Head First (grabado en 1974/1975, publicado en 2000)
- Airwaves (1979)
- Say No More (1981)